# Еральдо Вейсс
Еральдо Вейсс (ісп. Heraldo Weiss;  — 30 серпня 1952) — колишній аргентинський тенісист.
Найвищим досягненням на турнірах Великого шолома було 4 коло в одиночному та змішаному парному розрядах.
Завершив кар'єру 1951 року.

## Фінали

### Одиночний розряд
| Результат | Дата | Турнір                              | Покриття | Суперник                   | Рахунок                 |
| --------- | ---- | ----------------------------------- | -------- | -------------------------- | ----------------------- |
| Перемога  | 1942 | Argentina Grass Championships       | Трава    | Алехо Расселл              | 3–6, 6–4, 6–1, 6–4      |
| Перемога  | 1944 | Argentino Lawn Tennis Club          | Ґрунт    | Алехо Расселл              | 6–4, 6–0                |
| Перемога  | 1944 | Мар-дель-Плата, Аргентина           | Ґрунт    | Алехо Расселл              | 4–6, 6–2, 6–2, 2–6, 6–4 |
| Перемога  | 1945 | River Plate Championships           | Ґрунт    | Енріке Мореа               | 6–2, 6–1, 6–3           |
| Перемога  | 1948 | Turkish International Championships | Ґрунт    | Ганс Редль                 | 1–6, 1–6, 6–4, 6–0, 6-4 |
| Перемога  | 1949 | South of England Championships      | Трава    | Доналд Батлер              | 6–3, 6–2                |
| Перемога  | 1949 | Scottish Hard Court Championships   | Ґрунт    | Тед Славек                 | 6–2, 6–0                |
| Перемога  | 1950 | Ulster Championships                | Трава    | Мілан Матоуш               | 6–4, 6–1                |
| Перемога  | 1950 | Düsseldorf International            | Ґрунт    | Дідіп Босе                 | 3–6, 8–6, 6–4, 6–3      |
| Перемога  | 1950 | Dortmund International              | Ґрунт    | Джек Гарпер                | 5–7, 2–6, 6–1, 6–2, 6–3 |
| Перемога  | 1950 | East of Ireland Championships       | Трава    | Метт Мерфі                 | 8–6, 6–1                |
| Поразка   | 1950 | Baden Baden International           | Ґрунт    | Ярослав Дробний (тенісист) | 6–1, 6–1                |